# Корчёмкин, Андрей Леонидович
Андрей Леонидович Корчёмкин (род. 13 сентября 1970, СССР) — российский футболист, игрок в мини-футбол. Известен выступлениями за екатеринбургские клубы УПИ и «Альфа».

## Биография
В 1985 году окончил 9 классов школы № 33 города Нижний Тагил Свердловской области.
Начал мини-футбольную карьеру в екатеринбургском УПИ. Вскоре он проявил себя как хороший бомбардир. В сезонах 1994/95 и 1995/96 он входил в пятёрку лучших бомбардиров чемпионата России по мини-футболу. А в сезоне 1997/98 он стал третьим бомбардиром чемпионата после Константина Ерёменко и земляка Сергея Фадеева. Результативные выступления сделали его лучшим бомбардиром в истории команды УПИ с большим отрывом.
Летом 1998 года Андрей перешёл в другой екатеринбургский клуб «Альфа». В сезоне 1998/99 он в четвёртый раз в карьере вошёл в десятку лучших бомбардиров лиги. После двух сезонов в «Альфе» Корчёмкин перешёл в «Челябинец». Однако у команды были большие проблемы, в последних играх сезона Андрею даже пришлось играть в воротах. Вскоре челябинский клуб прекратил существование. Корчёмкин провёл по сезону в клубах Первой лиги «Сибиряк» и «Русич», после чего завершил игровую карьеру.
Завершив карьеру, Корчёмкин перешёл на тренерскую работу в МБОУ ДОД ДЮСШ по футболу «Урал» (г. Екатеринбург), тренер команды «Урал-00».